# Dornier Do 335
Dornier Do 335 Pfeil (Стріла) — багатоцільовий літак (важкий винищувач, нічний винищувач, швидкісний бомбардувальник, розвідувальний літак) компанії Dornier, збудований для Люфтваффе на завершальному етапі Другої світової війни. На сьогодні один із найшвидших у світі літаків з поршневим двигуном.

## Історія

Схема Do 335

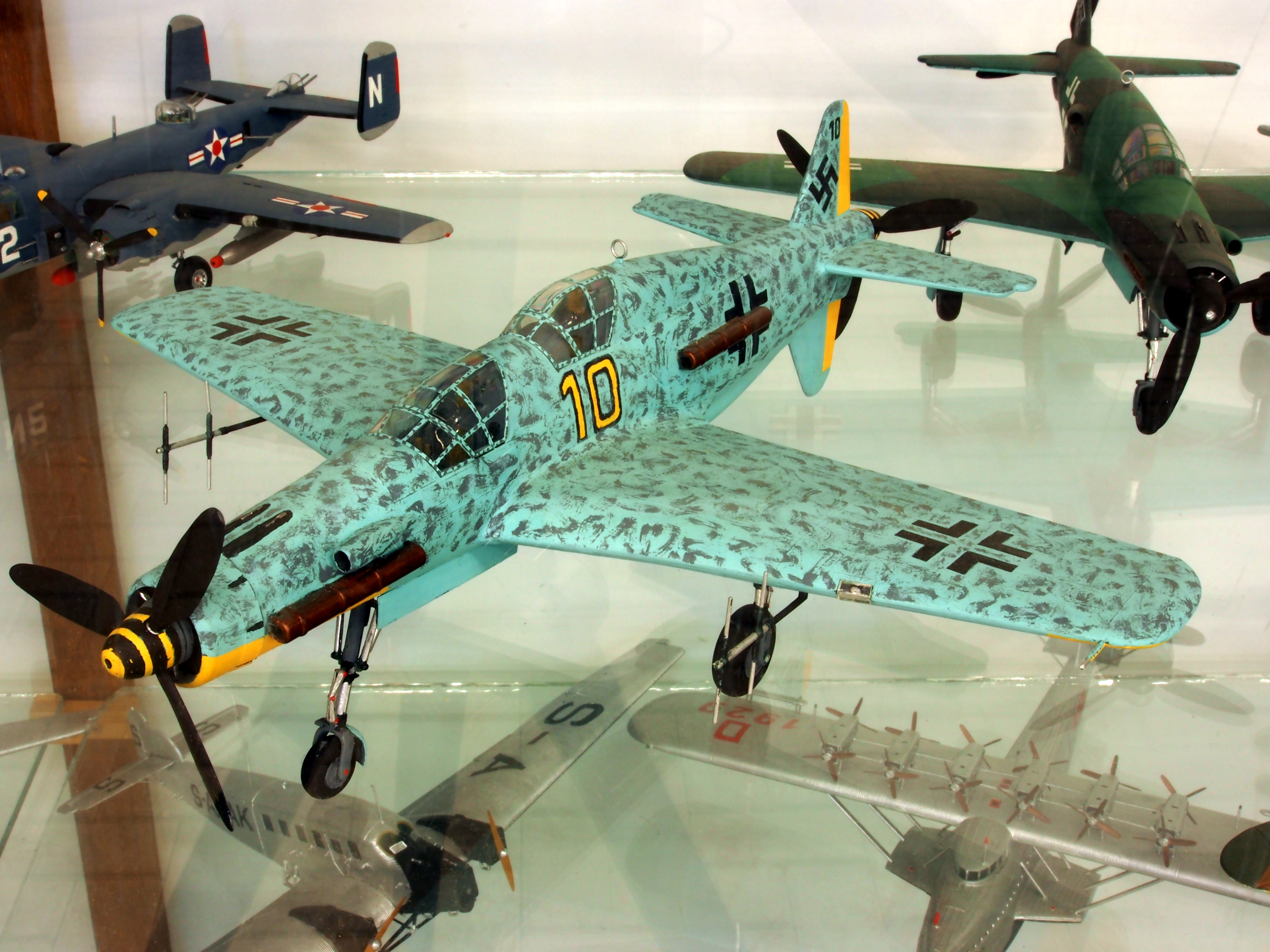
Модель двомісного Do 335 A-6

Професор Клаудіус Дорньє 1937 року запатентував схему літака з двома повітряними гвинтами спереду і ззаду корпусу, що приводились в дію двома моторами, розміщеними в корпусі спереду і в центральній частині літака. На цій основі 1940 року збудували дослідний літак Schremp-Hirth Gö 9, бомбардувальник Dornier P.231, проєкт якого замінили на багатоцільовий Dornier Do 335 Pfeil, що 26 жовтня 1943 року здійснив перший політ. На літак встановили два мотори Daimler-Benz DB 603E. Після позитивних результатів випробувань було замовлено 14 літаків-прототипів Do 335 і 21 серій А0 (тестування мотора, приладів), А1 (винищувач). Завдяки розміщенню моторів всередині корпусу поблизу центру мас літак був надзвичайно маневреним, з великою дальністю, швидкістю завдяки малому лобовому опору (в порівнянні з 2-моторними важкими винищувачами), значній потужності, розміщенню другого гвинта ззаду. Крісло пілота мало систему катапультування.
Розроблялись серії:
- А2 — бомбардувальник (1000 кг бомб). Імовірно, не добудований жоден.
- А3 — важкий винищувач із пристроями підвищення швидкості GM-1[de] i MW-50[de]. Імовірно, не добудований жоден.
- А4 — неозброєний висотний розвідувальний літак з кінокамерами 2×Rb 50/18 (Rb 50/30) у бомбовому відсіку. Імовірно, не добудований жоден.
- А5 — винищувач з мотором Jumo 213[de]. Імовірно, не добудований жоден.
- А6 — двомісний нічний винищувач з радаром FuG 220[de] (FuG 218, FuG 350). Перший політ 24 січня 1945. Замовлено 50, збудовано 1 чи більше.
- А7 — бомбардувальник з мотором Jumo 213[de]. Імовірно, не добудований жоден.
- А8 — винищувач з мотором Jumo 213. Імовірно, не добудований жоден.
- А9 — розвідувальний літак з мотором Jumo 213. Імовірно, не добудований жоден.
- А10 — двомісний навчальний літак з мотором Jumo 213. Імовірно, не добудований жоден.
- А11 — двомісний навчальний літак. Імовірно, не добудований жоден.
- А12 — двомісний навчальний літак на основі А1. З 8 завершено 4.

На основі версії А розроблялась версія В з потужнішими моторами, посиленою конструкцією, озброєнням, панцирним захистом кабіни:
- В1 — винищувач на основі А1. Імовірно, не добудований жоден.
- В2 — важкий винищувач з посиленим озброєнням для знищення бомбардувальників. Завершені 2 прототипи.
- В3 — модифікація В2 для боротьби на більших дистанціях. 2 прототипи не добудовано.
- В4 — розвідувальний літак на основі А4 з новими крилами.
- В5 — навчальний літак на основі А12 з новими крилами.
- В6 — нічний винищувач з радаром FuG 220 (FuG 218). Не добудований.
- В7 — нічний винищувач зі збільшеними крилами.
- В8 — нічний винищувач зі збільшеними крилами.

На основі Do 335 розроблялись проєкти дальнього розвідувального літака Dornier Do 635, експериментальні Dornier P.254 (Dornier Do 435, Dornier Do 535).

### Застосування

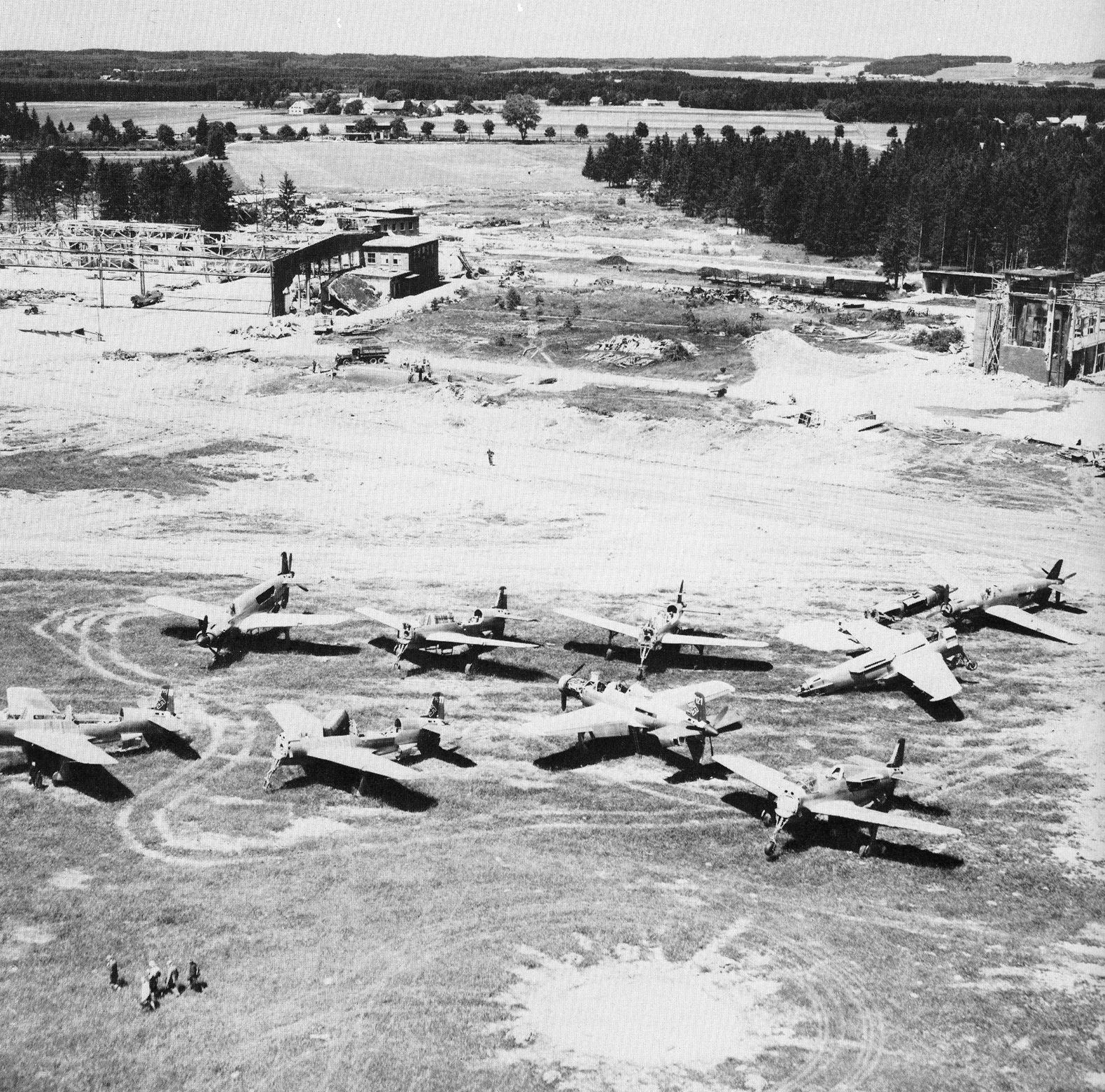
Dornier Do 335 в Оберпфаффенгофені після завершення війни. 1945

У липні 1944 року було направлено перший розвідувальний Do 335 V3 до 1-го розвідувального з'єднання. У вересні 1944 року створили Випробувальну команду 335 для тестування в бойових умовах декількох прототипів Do 335 А0. Нічний винищувач Do 335 V10 передали для випробовувань до ескадрильї I./NJG 3. У безпосередні бойові зіткнення з ворожою авіацією Dornier Do 335 не вступали. Пілоти союзників декілька разів зустрічали в небі Do 335, але ті за рахунок значної переваги у швидкості ухилялися від бою.
Пізньої осені 1944-го Do 335 A-0 був переведений до Рехліна в Померанії. З наближенням фронту він перелетів до Праги, згодом до баварського Оберпфаффенгофена. Там дістався в руки американців, які перевели його до США у дослідний центр флоту США. Після завершення випробувань його передали до Національного музею авіації і космонавтики США Смітсонівського інституту, де його 1947 року не бажали експонувати, передавши до Центру Стівена Удвара-Гезі.